# Rowan Crothers
Rowan Crothers (24 de outubro de 1997) é um nadador paralímpico australiano. Competiu em quatro provas da natação nos Jogos Paralímpicos  de Verão de 2016 no Rio de Janeiro e se classificou para as finais em todas elas – terminou em quinto no 4 x 100 metros livre (34 pontos), em sexto nos 400 metros livre (categoria S10), em quinto nos 100 metros livre da categoria S10, e em sexto nos 50 metros livre S10. Na edição seguinte, conquistou o ouro nos cinquenta metros livre da S10.

## Mundial de Natação IPC
No Campeonato Mundial de Natação Paralímpico de 2013, realizado em Montreal, no Canadá, Crothers conquista a medalha de ouro no 4 x 100 metros livre e obteve o bronze nos 100 metros livre da categoria S9. 